# Экстраполятор нулевого порядка
Экстраполятор нулевого порядка — математическая модель, использующаяся при цифро-аналоговом преобразовании для восстановления дискретизованного сигнала в аналоговой форме. Такая модель необходима из-за того, что цифровой сигнал записывается последовательностью дельта-функций xs(t), каждая из которых представляет собой один отсчёт дискретного сигнала x(nT), из которого восстанавливается непрерывный сигнал x(t). Однако использовать в качестве восстановленного сигнала последовательность импульсов непрактично и зачастую невозможно. Большинство современных цифро-аналоговых преобразователей выдают на выходе напряжение определённого уровня, которое сохраняется до следующего отсчёта.

Идеально оцифрованный сигнал x_{s}(t).

Таким образом, экстраполятор нулевого порядка — это гипотетический электронный фильтр, преобразовывающий идеально оцифрованный сигнал
{\displaystyle x_{s}(t)}
{\displaystyle =x(t)\ T\sum _{n=-\infty }^{\infty }\delta (t-nT)\ }
{\displaystyle =T\sum _{n=-\infty }^{\infty }x(nT)\delta (t-nT)\ }
в кусочно-постоянный сигнал
{\displaystyle x_{\mathrm {ZOH} }(t)\,=\sum _{n=-\infty }^{\infty }x(nT)\mathrm {rect} \left({\frac {t-nT}{T}}-{\frac {1}{2}}\right)\ }

Кусочно-постоянный сигнал x_{ZOH}(t).

Импульсная передаточная функция экстраполятора нулевого порядка h_{ZOH}(t).

имея импульсную передаточную функцию вида
{\displaystyle h_{\mathrm {ZOH} }(t)\,={\frac {1}{T}}\mathrm {rect} \left({\frac {t}{T}}-{\frac {1}{2}}\right)={\begin{cases}{\frac {1}{T}},&0\leq t<T\\0,&t<0;t\geq T\end{cases}}\ }
где {\displaystyle \mathrm {rect} (x)\ } — прямоугольная функция.
Амплитудно-фазовая частотная характеристика экстраполятора нулевого порядка — это преобразование Фурье его импульсной передаточной функции:
{\displaystyle H_{\mathrm {ZOH} }(f)\,={\mathcal {F}}\{h_{\mathrm {ZOH} }(t)\}\,={\frac {1-e^{-i2\pi fT}}{i2\pi fT}}=e^{-i\pi fT}\mathrm {sinc} (fT)\ }
где {\displaystyle \mathrm {sinc} (x)\ } — sinc-функция.
Передаточную функцию экстраполятора нулевого порядка получают формальной заменой s = i 2 π f:
{\displaystyle H_{\mathrm {ZOH} }(s)\,={\mathcal {L}}\{h_{\mathrm {ZOH} }(t)\}\,={\frac {1-e^{-sT}}{sT}}\ }